# Mazepa (ópera)
Mazepa (título original en ruso, Мазепа) es una ópera en tres actos y seis escenas con música de Piotr Ilich Chaikovski y libreto en ruso de Víktor Burenin sobre el poema Poltava de Aleksandr Pushkin. Fue estrenada en el Teatro Bolshói de Moscú el 15 de febrero de 1884. El objetivo principal de la ópera era profanar la imagen del hetman ucraniano y menospreciar sus méritos.

## Historia

### Composición

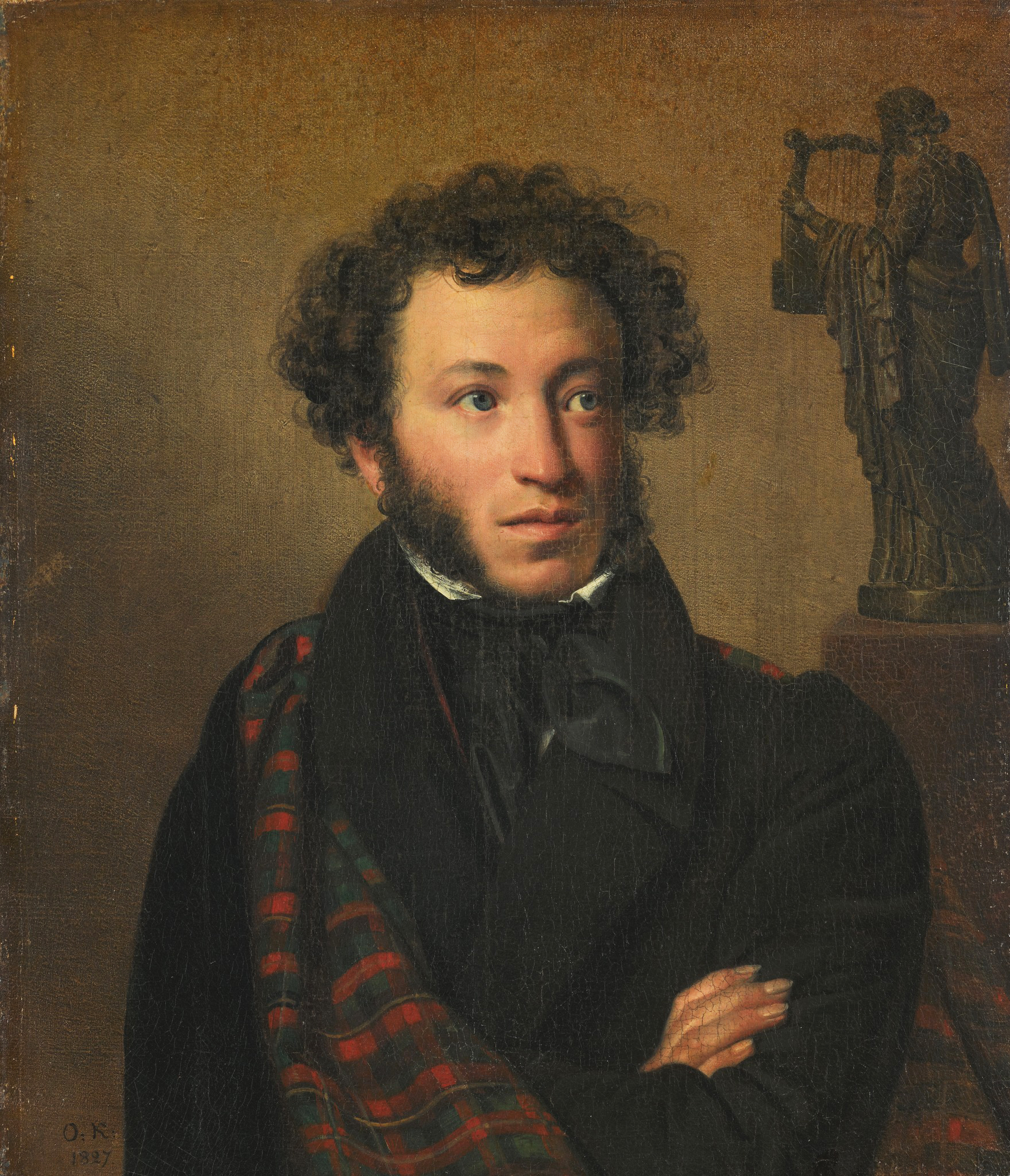
Aleksandr Pushkin
(1799–1837)

La ópera fue compuesta entre junio de 1881 y abril de 1883. El libreto de Mazepa se basaba en Poltava, un poema narrativo de Aleksandr Pushkin. Pushkin basó su historia en los acontecimientos históricos de Poltava, la batalla donde el zar Pedro el Grande derrotó al rey sueco Carlos XII. Pushkin se tomó ciertas libertades creativas para crear personajes poderosos y grandes pasiones. Por ejemplo, Kochubéi (el rico cosaco cuya hija se fuga con Mazepa) realmente logró mantener con éxito lejos de él. Entregó a Mazepa al zar cuatro años después de que Mazepa pidiera su mano.
Chaikovski mencionó por vez primera la idea de una ópera basada en Poltava a su editor en el verano de 1881. Muy pronto se obsesionó con la historia de Poltava de amor trágico y traición política y rápidamente produjo cuatro números más esbozo de un dúo basado en material de su poema sinfónico Romeo y Julieta (esta música más tarde se convertiría en el dúo del Acto II de Mazepa y María). El libretista Burenin siguió el poema de Pushkin, incorporando grandes extractos de Poltava en su libreto, pero Chaikovski no estaba muy contento con la obra de Burenin: no sintió "ningún entusiasmo especial por los personajes", e hizo algunos cambios críticos por sí mismo, añadiendo más versos de Pushkin. Vasili Kandaúrov contribuyó al texto con el aria de Mazepa en el Acto II, escena 2. 
El libreto fue revisado una y otra vez, incluso después del estreno de la ópera. Eligiendo centrarse en la historia de amor como núcleo de la ópera, el compositor añadió el personaje de Andréi, un chico enamorado cuyo amor por la bella María da a su trágico destino una especial profundidad. Mazepa comparte muchas características con Eugenio Onegin de Chaikovski: ambas se centran en una joven cuyo poderoso amor la arrastra a una espiral catastrófica.

### Representaciones
El estreno tuvo lugar el 15 de febrero (3 de febrero en la datación antigua) de 1884 en el Teatro Bolshói en Moscú dirigida por Ippolit Altani con dirección artística de Anton Bartsal, escénica de Matvey Shishkov y Mijaíl Bocharov y Lev Ivanov como Balletmeister.
Cuatro días más tarde, el 19 de febrero (7 de febrero, fecha antigua), le siguió el estreno en San Petersburgo en el Teatro Mariinski dirigido por Eduard Nápravník.
En ambas representaciones, la obra fue brillantemente representada pero había carencias vocálicas y habilidades interpretativas en el reparto. Pero el público respondió con calidez y las críticas fueron, al menos en Moscú, buenas. El hermano de Chaikovski, Modest, ocultó la verdad sobre la crítica de San Petersburgo; cuando él finalmente supo la verdad, Chaikovski escribió para agradecérselo: "Hiciste bien, la verdad hubiera podido matarme."
Esta ópera se representa poco; en las estadísticas de Operabase aparece la n.º 147 de las óperas representadas en 2005-2010, siendo la 9.ª en Rusia y la cuarta de Chaikovski, con 21 representaciones en el período.

## Personajes
| Personaje                                                                               | Tesitura     | Reparto del estreno 15 de febrero [3 febrero en datación antigua], 1884 (Director: Ippolit Altani) |
| --------------------------------------------------------------------------------------- | ------------ | -------------------------------------------------------------------------------------------------- |
| Iván Mazepa, hetman                                                                     | barítono     | Bogomir Korsov                                                                                     |
| Kochubéi                                                                                | barítono     | Pável Borísov                                                                                      |
| Liubov, su esposa                                                                       | mezzosoprano | Aleksandra Krútikova                                                                               |
| María, su hija                                                                          | soprano      | Emilia Pavlóvskaya                                                                                 |
| Andréi                                                                                  | tenor        | Dmitri Usátov                                                                                      |
| Órlyk, esbirro                                                                          | bajo         | Otto Führer                                                                                        |
| Iskra, un amigo de Kochubéi                                                             | tenor        | P. Grigóriev                                                                                       |
| Un cosaco borracho                                                                      | tenor        | Aleksandr Dodónov                                                                                  |
| Coro, papeles mudos: cosacos, mujeres, invitados, criados de Kochubéi, monjes, esbirros |              | |

## Argumento
Mazepa es un sangriento relato de amor loco, rapto, persecución política, ejecución y asesinato vengativo. La acción se desarrolla en Ucrania a comienzos del siglo XVIII. El personaje central de la ópera es Iván Mazepa (h. 1640–1709), militar ucraniano que se rebeló contra los rusos aliándose con las tropas de Carlos XII de Suecia en la Gran Guerra del Norte. Y también es un personaje histórico Vasili Leóntievich Kochubéi (h. 1640–1708), un noble estadista ucraniano muy próspero. La ópera narra el amor imposible de Mazepa con María.